# 千代出入口
千代出入口（ちよでいりぐち）は福岡県福岡市博多区にある福岡高速道路環状線の出入口である。

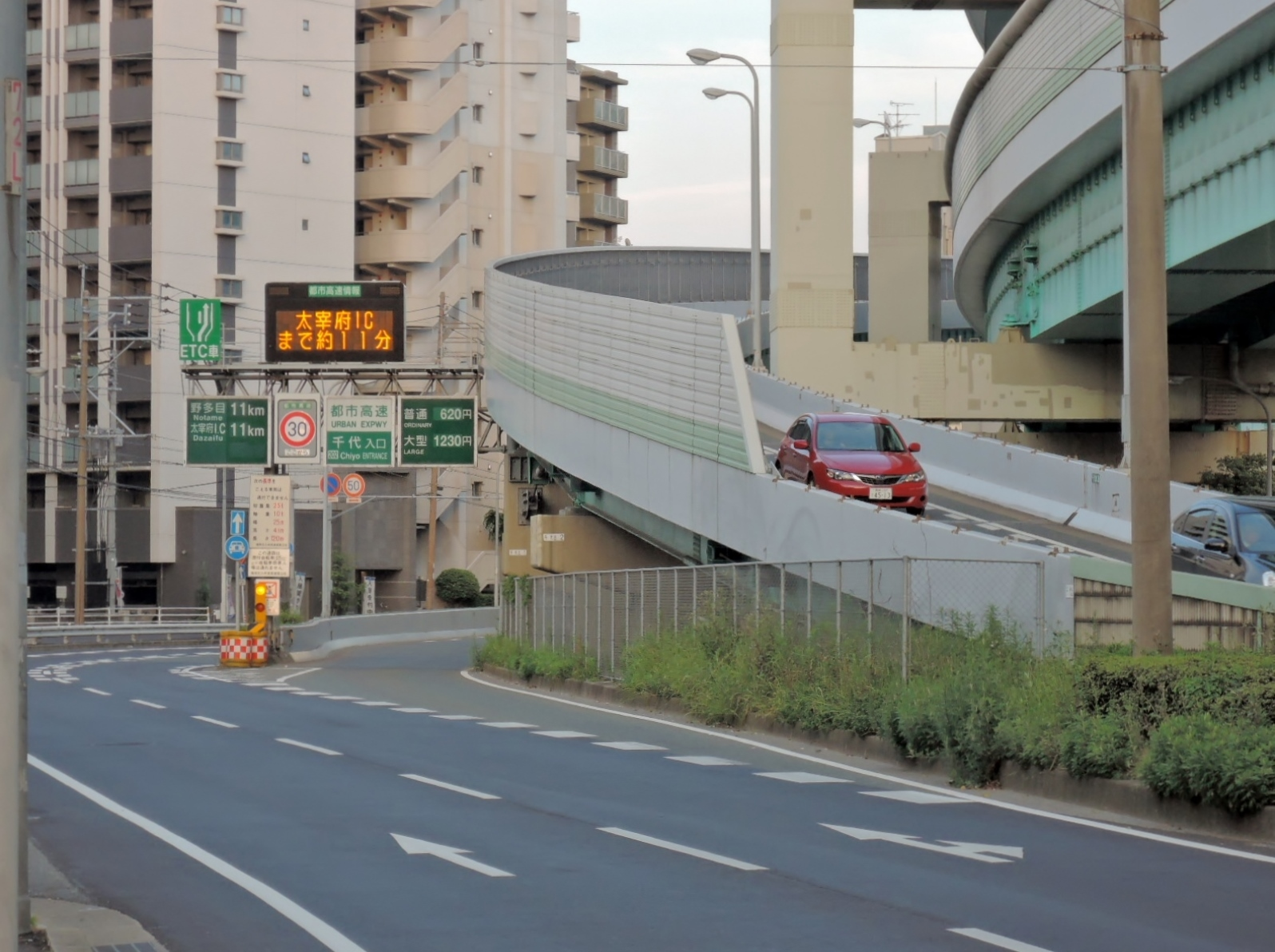
福岡高速道路環状線千代出入口。千鳥橋方面より太宰府方面を撮影。左側は一般道路。中央は太宰府方面への入口。右は太宰府方面からの出口。

## 周辺
- 福岡県庁
- 福岡県警察本部
- 福岡市民体育館
- 千代文化スポーツセンター
- 西部ガス本社
- 福岡高校
- 博多青松高校
- 国道3号
- 明治通り
- 昭和通り
- 大博通り

## 料金所

### 水城・野芥方面
- ブース数：2
  - ETC専用：1
  - 一般：1

## 注意点
千鳥橋JCT方面（北行き）へは行けない。同様に千鳥橋JCT方面からは降りることができない。

## 隣
福岡高速環状線
(201)呉服町出入口 - (202)千代出入口 - (203)博多駅東出入口